# Lista de prefeitos de Itajá (Rio Grande do Norte)
Esta é a lista de prefeitos de Itajá, município brasileiro do estado do Rio Grande do Norte.
Atualmente, três ex-prefeitos estão vivos: Luiz Carlos Guimarães, Licélio Jackson Guimarães e Alaor Ferreira Pessoa Neto. O último ex-prefeito a falecer foi Gilberto Eliomar Lopes, em 25 de fevereiro de 2024, aos 73 anos.
| Nº | Prefeito (Nascimento–Falecimento)                                | Partido | Primeira-dama                        | Início de mandato     | Fim de mandato         | Vice-prefeito(a)                       | Observações               |
| -- | ---------------------------------------------------------------- | ------- | ------------------------------------ | --------------------- | ---------------------- | -------------------------------------- | ------------------------- |
| 1  | Gilberto Eliomar Lopes (Ipanguaçu, 15.09.1950–Itajá, 25.02.2024) | DEM     | Joana Darc Ferreira Lopes            | 1º de janeiro de 1997 | 31 de dezembro de 2004 | não encontrado                         | Prefeito e vice eleitos   |
| 1  | Gilberto Eliomar Lopes (Ipanguaçu, 15.09.1950–Itajá, 25.02.2024) | DEM     | Joana Darc Ferreira Lopes            | 1º de janeiro de 1997 | 31 de dezembro de 2004 | não encontrado                         | Prefeito e vice reeleitos |
| 2  | Luiz Carlos Guimarães (Angicos, 12.08.1963)                      | PFL     | Francisca Zuleide da Silva Guimarães | 1º de janeiro de 2005 | 31 de dezembro de 2008 | Djailson Viega Lopes                   | Prefeito e vice eleitos   |
| 3  | Gilberto Eliomar Lopes (Ipanguaçu, 15.09.1950–Itajá, 25.02.2024) | DEM     | Joana Darc Ferreira Lopes            | 1º de janeiro de 2009 | 31 de dezembro de 2012 | Francisco Hélio de Araújo              | Prefeito e vice eleitos   |
| 4  | Licélio Jackson Guimarães (Angicos, 23.02.1963)                  | PSB     | não encontrado                       | 1º de janeiro de 2013 | 31 de dezembro de 2016 | Maxsuel da Cunha                       | Prefeito e vice eleitos   |
| 5  | Alaor Ferreira Pessoa Neto (Assú, 21.02.1977)                    | PSD     | Danyelle Ferreira Lopes Pessoa       | 1º de janeiro de 2017 | 31 de dezembro de 2024 | Francisca Ednalva Pessoa Lopes e Lopes | Prefeito e vice eleitos   |
| 5  | Alaor Ferreira Pessoa Neto (Assú, 21.02.1977)                    | PP      | Danyelle Ferreira Lopes Pessoa       | 1º de janeiro de 2017 | 31 de dezembro de 2024 | Francisca Ednalva Pessoa Lopes e Lopes | Prefeito e vice reeleitos |
| 6  | João Eudes Ferreira Filho (Natal, 31.08.1983)                    | PP      | —                                    | 1º de janeiro de 2025 | até a atualidade       | João Manoel Pessoa Neto                | Prefeito e vice eleitos   |